# Ann O'aro
Ann O’aro (née Anne-Gaëlle Hoarau en 1990) est une musicienne, chanteuse et écrivaine de La Réunion.

## Biographie
Après avoir quitté La Réunion pendant quatre ans, et être passée par Paris et Québec, Ann O’aro est revenue s’installer à Tan Rouge, le village de son enfance et  un lieu-dit de la commune de Saint-Paul. Musicienne dès l'enfance, puis danseuse, c'est vers les mots qu'elle se tourne, en écrivant des textes autobiographiques en poésie créole, des fonnkèrs chantant sans tabou les passions. Elle y évoque aussi les violences faites aux femmes dans la société réunionnaise, y compris l'inceste vécu pendant son enfance, commis par un père brutal et suicidaire. Et chante sur le rythme du maloya,,,. Elle est souvent accompagnée d'un ou deux musiciens, intervient aussi pour certains morceaux a cappella, ou uniquement sur le son d’une percussion.  
Repérée par Philippe Conrath, manager de Danyèl Waro et de Zanmari Baré, elle sort en 2018 un album remarqué, sans autre titre que son nom de scène,,, qui reçoit le prix Coup de cœur francophone 2019 de l'académie Charles-Cros, remis le 26 avril 2019 au Théâtre de Pézenas dans le cadre du festival Printival Boby Lapointe. La revue Télérama lui attribue 4 T.
En 2019, elle publie également un premier recueil de dialogues poétiques bilingue français et créole réunionnais, Saplë lo shien - Cantique de la meute paru aux éditions Fournaise.
Sans lien de famille si ce n'est musical, bien que portant le même patronyme, elle fait une tournée avec Danyèl Waro dont elle assure la première partie, en 2019 en métropole et en 2020 à La Réunion.
Sur son deuxième album, Longoz, qui paraît en 2020, Ann O'Aro est accompagnée du tromboniste Teddy Doris et du percussionniste Bino Waro. Ils revisitent ensemble les mélodies du premier album en apportant de nouvelles sonorités (maloya mais aussi séga, zouk, Balkans, jazz...).
En 2023, elle forme avec Quentin Biardeau, Valentin Ceccaldi et Marcel Balboné le groupe Lagon noir. Ensemble ils livrent une musique de transe, puissante, jaillissante et énergétique empruntant à l’afrobeat, au free jazz, à la musique psychédélique, au maloya, à la folk ouagalaise, et remuant un grand vent de langues : créole, moré, bissa, français, anglais.

## Récompenses
- 2024 : Bleu est Meilleur Album musiques du monde aux Victoires du jazz[16]

## Discographie
- 2018 : Ann O'aro, Cobalt
- 2020 : Longoz, Cobalt.
- 2024 : Bleu, Cobalt.